# Les Hirondelles de Kaboul (film)
Pour plus de détails, voir Fiche technique et Distribution.
Les Hirondelles de Kaboul est un film d'animation international associant la France, la Suisse, le Luxembourg et Monaco, réalisé par Zabou Breitman et Éléa Gobbé-Mévellec, sorti en 2019.
C'est une adaptation du roman Les Hirondelles de Kaboul de Yasmina Khadra paru en 2002.

## Synopsis
L'action se passe durant l'été 1998, dans la capitale de l'Afghanistan gouverné par les talibans depuis deux ans.
Atiq, directeur de la prison des femmes, est un vétéran de la guerre contre les Soviétiques et nombre de ses anciens camarades de combat se sont recasés chez les officiers talibans et lui reprochent son attitude taciturne. Outre que ce patriote ne se reconnaît pas dans le combat taliban, il se remet mal d'une blessure à la jambe qui le fait boiter et sa femme, Mussarat, souffre d'un cancer en phase terminale. Parce qu'infirmière au front, elle lui a sauvé la vie naguère, il lui est totalement dévoué, bien qu'il soit bien incapable de la consoler. Mais quand il cherche parmi ses amis mieux placés un appui pour la faire soigner, on lui répond : « C'est Dieu qui t'a sauvé la vie, aucun homme ne doit jamais quoi que ce soit à une femme ».
Mohsen et Zunaira sont un jeune couple, ils ont une formation universitaire et ne supportent pas les règles islamiques rigoureuses imposées à la population. Ils rêvent d'enseigner dans l'école clandestine du professeur Bayazid, qui délivre clandestinement, parallèlement à l'éducation coranique promue par les talibans, un véritable enseignement. On découvre, au hasard des rues, toute une population de pauvres gosses livrés à eux-mêmes, exposés à des spectacles inhumains. Pour ne pas devoir porter le tchadri (nom pachtoune de la burqa), Zunaira préfère rester chez elle. Un jour où Mohsen assiste par hasard à la lapidation d'une femme, entraîné par le mouvement de la foule, il prend une pierre et la jette sur la condamnée, geste dont il conçoit un grand trouble moral. 

Mohsen et Zunaira décident de sortir se promener ensemble, mais Zunaira a l'imprudence de porter, à l'abri des regards, croit-elle, sous sa burqa, une paire de chaussures blanches et les voici surpris  dans la rue en plein fou rire, deux choses interdites. Mohsen est battu et emmené de force pour assister au prêche à la mosquée, tandis que Zunaira est forcée de l'attendre pieds nus en plein soleil. Profondément humiliée par cet incident, Zunaira tient rigueur à Mohsen de sa passivité et sa haine des talibans en est décuplée. Mohsen lui avoue alors sa participation à la lapidation, aggravant la rancœur de Zunaira qui refuse dès lors de lui parler et le punit en s'imposant à domicile le port de la burqa  : « Je hais tous les hommes ! ». Lors de leur dispute, Zunaira pousse Mohsen, qui tombe en arrière. Sa nuque porte sur un meuble, il en meurt. Bien qu'il ne s'agisse en fait que d'un accident, désespérée, elle s'accuse de son meurtre : elle est condamnée à mort. On la jette en cellule, en vue d'un grand meeting d'exécutions qui doit avoir lieu au stade dans les jours à venir. Et la voici incarcérée en attendant, seule pensionnaire de la prison où officie Atiq, assisté par deux gardiennes et quelques soldats.
Désormais indifférente aux rigueurs de la charia, Zunaira retire son tchadri dans sa cellule, et Atiq est frappé par sa jeunesse et sa beauté. Obsédé par sa prisonnière, dont il découvrira, au domicile déserté par le jeune couple, les fresques d'un érotisme émouvant, il se met en tête de la sauver à tout prix. Il  tente d'abord de plaider sa cause auprès de son ancien ami, Quassim, devenu un chef taliban assez haut gradé. C'est dans un bordel qu'il le retrouve et essuie un échec : Quassim le renvoie de façon humiliante à ses affaires. Il ne peut s'empêcher d'enquêter sur le cas de cette meurtrière singulière et découvre que la mort du mari est en fait purement accidentelIe, ce qui le pousse à se rendre chez les juges (les cadis), mais ceux-ci, au lieu d'envisager une révision du procès, lui commandent de ne pas s'occuper de leurs verdicts. Sa démarche vient aux oreilles de Quassim qui, soucieux de ne pas décevoir ses propres supérieurs et d'offrir - le meeting est organisé en l'honneur d'une délégation pakistanaise - une belle exécution, charge un de ses sbires de surveiller étroitement Atiq et la prison.
L'épouse d'Atiq se rend compte que son époux est amoureux de la prisonnière et, loin de le condamner, est émue de constater qu'il est capable de sentiments, ce dont elle avait fini par douter. Au seuil de la mort, elle décide de se sacrifier pour lui permettre de vivre cet amour inespéré. Elle profitera de l'anonymat imposé par le tchadri pour se substituer à Zunaira au moment crucial et périr à sa place. Atiq de son côté, dont la sensibilité et la boiterie ont fait oublier qu'il s'agissait d'un combattant éprouvé, tue - à mains nues - le taliban armé chargé de le surveiller.
Le jour prévu pour l'exécution, on vient chercher la condamnée (en burqa). Mais le chef taliban, inquiet de la disparition de son homme de main, exige d'Atiq qu'il assiste à l'exécution. Au stade, la condamnée est exécutée d'une balle dans la nuque. Quassim, pris d'un doute, découvre son visage et se rend compte de la substitution. Fou de rage, il tue Atiq, qui tombe au côté de son épouse sacrifiée et se précipite sur les femmes présentes  pour arracher leur burqa dans l'espoir de retrouver la vraie condamnée. En vain, les femmes s'éparpillent comme une volée d'hirondelles.
Zunaira a su profiter de la chance et se réfugie chez le professeur Bayazid : elle enseignera dans son école clandestine.

## Contexte historique
Celui-ci est omniprésent tout au long du film. L'action se passe durant l'été 1998, dans Kaboul, la capitale de l'Afghanistan, largement détruite par suite des Batailles de Kaboul, série de batailles et de sièges intermittents sur la ville qui ont sévi de 1992 à 1996. Ceux-ci sont la conséquence de l'effondrement de l'Union Soviétique et dans la foulée de la chute du régime laïque qui avait assuré un développement rapide et une certaine prospérité urbaine entre 1955 et 1978, maintenus tant bien que mal jusqu'à sa chute par le gouvernement pro-soviétique de Nadjibullah en 1992. Il en est résulté une guerre civile entre factions rivales, dont les talibans sont sortis vainqueurs en 1996.
Ce film animé d'une grande puissance évocatrice nous expose la réalité de la "Paix talibane", considérée comme telle en comparaison avec les affrontements sanglants entre factions rivales qui ont suivi le retrait des troupes soviétiques d'Afghanistan en 1989, la chute du gouvernement pro-communiste de Nadjibullah  et la prise du pouvoir par  l'Alliance du Nord en 1992. Le régime taliban fige en quelque sorte la situation, maintenant la population sous un régime de terreur, source d'une profonde misère, car il rend la reconstruction quasi impossible.  La version talibane de la  législation islamique (charia) est issue de la fusion du code tribal du Pachtounwali et de l'enseignement de l'islam Deobandi, ce qui aboutit à une idéologie fondamentaliste islamique hautement restrictive, anti-occidentale et anti-moderne que les Talibans imposent aux territoires qu'ils contrôlent. Les femmes, ostracisées à l'extrême et privées d'enseignement, contraintes au port du tchadri  qui les réduit à de simples silhouettes, vivent dans la crainte constante d'une arrestation arbitraire à l'issue souvent fatale.
Le meeting d'exécutions, sinistre liturgie de l'idéologie djihadiste organisée dans un stade avec dai pour les officiels, revêt une importance cruciale pour Quassim ou plutôt pour ses chefs, car des envoyés du Pakistan - fort exigeants - y assisteront à la place d'honneur. C'est en effet grâce à l'appui de l'ISI et de l'armée pakistanaise que le mouvement taliban a réussi à conquérir l’essentiel du pays entre 1994 et 1996, et qu'il parvient à s'y maintenir en dépit des tentatives de déstabilisation de l'Alliance du Nord.

## Fiche technique
Sauf indication contraire, les informations mentionnées dans cette section peuvent être confirmées par les bases de données cinématographiques IMDb et Allociné,  présentes dans la section « Liens externes ».
- Titre français : Les Hirondelles de Kaboul
- Réalisation : Zabou Breitman et Éléa Gobbé-Mévellec
- Scénario : Zabou Breitman, Patricia Mortagne et Sébastien Tavel, d'après le roman homonyme de Yasmina Khadra
- Musique : Alexis Rault
- Conception graphique : Éléa Gobbé-Mévellec
- Montage : Françoise Bernard
- Production : Reginald de Guillebon et Michel Merkt
  - Coproduction : Olivier Père et Stéphan Roelants
- Société de production : Les Armateurs, Mélusine Productions, Close Up Films, Arte France Cinéma, Radio télévision suisse (RTS), KNM
- Société de distribution : Memento Films (France)
- Pays d'origine :  France,  Suisse,  Luxembourg
- Langue originale : français
- Format : couleurs - 35 mm - 1,85:1 - Dolby Digital
- Genre : animation, drame
- Durée : 81 minutes
- Dates de sortie :
  - France : 16 mai 2019 (festival de Cannes 2019) ; 4 septembre 2019 (sortie nationale)
  - Belgique : 19 septembre 2019

## Distribution
Sauf indication contraire, les informations mentionnées dans cette section peuvent être confirmées par les bases de données cinématographiques IMDb et Allociné,  présentes dans la section « Liens externes ».
- Zita Hanrot : Zunaira, jeune femme mariée à Mohsen
- Swann Arlaud : Mohsen, jeune homme, mari de Zunaira
- Simon Abkarian : Atiq, un gardien de la prison des femmes
- Hiam Abbass : Mussarat, la femme malade d'Atiq
- Jean-Claude Deret : Nazish, vieil homme ami d'Atiq[2]
- Michel Jonasz : Professeur Arash Bayazid
- Sébastien Pouderoux : Quassim, chef taliban, ancien ami d'enfance d'Atiq
- Serge Bagdassarian : le mollah
- Xavier Guelfi : Aslan

## Distinctions
Sauf indication contraire, les informations mentionnées dans cette section peuvent être confirmées par les bases de données cinématographiques IMDb et Allociné,  présentes dans la section « Liens externes ».

### Récompenses
- Festival du film de Pauillac : prix du jury[3]
- Festival du film francophone d'Angoulême 2019 : Valois de diamant et Valois de la musique
- Festival international du film de fiction historique 2019 : Prix du public

### Nomination
- César 2020 : Meilleur long métrage d'animation

### Sélections
- Festival de Cannes 2019 : sélection en section Un certain regard
- Festival international du film d'animation d'Annecy 2019 : sélection en compétition long métrage
- Prix à la Diffusion de la Fondation Gan pour le Cinéma au Festival International du film d'animation d'Annecy 2018
- Festival du film de Cabourg 2019 : sélection en section Panorama